# Ejeda
Ejeda is een plaats en commune in Madagaskar, behorend tot het district Ampanihy dat gelegen is in de regio Atsimo-Andrefana. Een volkstelling schatte in 2001 het inwonersaantal op ongeveer 37.000 inwoners.
De plaats biedt lager onderwijs en beperkt middelbaar onderwijs aan. Ook is er een nabijgelegen lokale luchthaven en een ziekenhuis. 60% van de bevolking zijn boeren, 35% leeft van veeteelt en 5% van de bevolking werkt in de dienstensector. Het belangrijkste gewas is maïs, andere belangrijke producten zijn pinda's, cassave en kikkererwten.
De plaats ligt aan de Route nationale 10 en aan de rivier de Linta.